# Príncipe-bispo

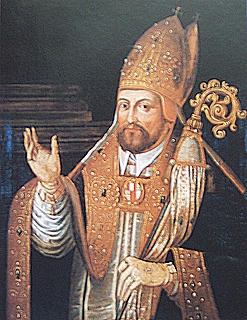
Johann Otto von Gemmingen, príncipe-bispo de Augsburgo, Baviera.

Príncipe-bispo era um título que se referia a um bispo, que na união pessoal com seu poder espiritual desempenhava também o domínio secular sobre um território, que ele presidia como governante. Se a sé episcopal é um arcebispado, a expressão correta é príncipe-arcebispo; o equivalente no clero regular é um príncipe-abade.
No Ocidente, com o declínio do poder imperial a partir do século IV em diante, em face das invasões bárbaras, por vezes os bispos cristãos das cidades exerceram a função de comandantes romanos, tomando decisões seculares para a cidade e comandando suas próprias tropas, quando necessário. Mais tarde, as relações entre o príncipe-bispo e a burguesia não foram sempre cordiais. Como as cidades exigiam dos imperadores e reis cartas de privilégios e declararam-se independentes dos magnatas que detinham o poder territorial secular, intensificou-se o atrito entre burgueses e bispos. 
No Império Bizantino, os imperadores ainda autocráticos editaram medidas legais gerais atribuindo a todos os bispos determinados direitos e deveres na administração secular de suas dioceses, mas que fazia parte de um desenvolvimento cesaropapista colocando a Igreja Oriental a serviço do Império, com o seu Patriarca Ecumênico quase que reduzido a ministro do imperador para assuntos religiosos. O Império Russo foi ainda mais longe, abolindo o seu próprio patriarcado e colocando a Igreja sob controle direto do governo secular.

## O Sacro Império Romano-Germânico

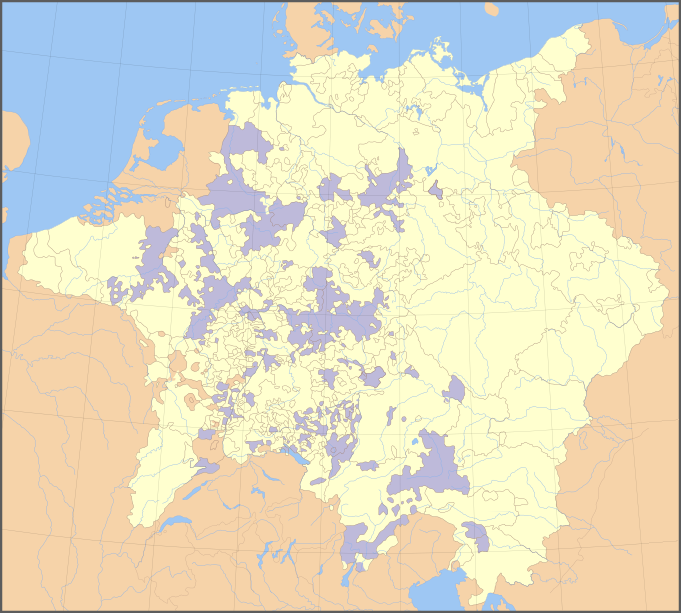
Territórios eclesiásticos do Sacro Império Romano-Germânico, em 1648.

Os bispos participaram do governo do reino dos Francos e subsequente Império carolíngio frequentemente como membros do clero e missus dominicus, um funcionário comissionado pelo rei ou imperador franco para supervisionar a administração, principalmente na área da justiça, em partes de seus domínios, contudo, este era um mandato individual, sem ligação com a sede episcopal. 
Os principados-bispados eram mais comuns no feudalismo fragmentado do Sacro Império Romano-Germânico, onde muitos foram formalmente classificados de Reichsfürst ("Reino do Príncipe"), concedendo-lhes representatividade no Reichstag (a Dieta imperial). 
Eles foram finalmente dissolvidos na maioria dos países por Napoleão Bonaparte, com o fim do Sacro Império Romano-Germânico, em 1806. No entanto, em alguns países fora do controle francês, tais como Império Austríaco e Reino da Prússia, a instituição continuou, e, em alguns casos, foi reavivada.

### No que é hoje a República Federal da Alemanha
Nada menos que três dos (inicialmente apenas sete) príncipes-eleitores, a mais alta ordem dos Reichsfürsten (comparável na classificação com o francês pares), eram príncipes-arcebispos, cada um com o título de Arquichanceler para uma parte do império; dada a maior importância de um eleitorado, os seus principados eram conhecidos como príncipes-eleitores (Kurfürstentum) (principado eleitoral) em vez de principados-arcebispados: 
- Eleitorado-Arcebispado de Colónia (Köln)
- Eleitorado-Arcebispado de Mogúncia (Mainz)
- Eleitorado-Arcebispado de Tréveris (Trier)

Outros principados-arcebispados foram: 
- Principado Episcopal de Magdeburgo
- Principado Episcopal de Bremen; continuou por administradores luteranos depois da Reforma Protestante, de 1566 até 1645/1648

Outros principados-bispados da atual Alemanha foram os de: 
- Augsburgo
- Bamberga
- Brandemburgo; continuou por administradores luteranos depois da Reforma Protestante, de 1520 até 1571
- Constança
- Eichstätt
- Frisinga, depois Munique-Frisinga
- Fulda, até 5 de outubro de 1752 uma Reichsabtei
- Halberstadt
- Havelbergo; continuou por administradores luteranos depois da Reforma Protestante, de 1548 até 1598
- Hildesheim
- Lebus, com sede em Fürstenwalde; continuou por administradores luteranos depois da Reforma Protestante, de 1550 até 1598
- Lübeck; continuou por administradores luteranos depois da Reforma Protestante, de 1535 até 1803
- Merseburgo
- Minden
- Münster
- Naumburgo
- Osnabruque, alternado entre católicos e protestantes depois da Guerra dos Trinta Anos, um exemplo de desnaturação da pós-Reforma
- Paderborn
- Passau
- Ratzeburgo
- Ratisbona
- Schwerin
- Espira (Spira)
- Verden; continuou por administradores luteranos depois da Reforma Protestante até 1645/1648
- Würzburg

Além disso, havia principados-bispados em regiões vizinhas, então consideradas parte da Alemanha (o Sacro Império Romano-Germânico menos todos os outros reinos dentro do império), especificamente no antigo reino central da Lotaríngia, agora na região francesa da Alsácia-Lorena: 
- Estrasburgo
- os chamados Três Bispados da Lorena:
  - Metz
  - Toul
  - Verdun
- Basileia. A maior parte do antigo Fürstbistum Basel pertence agora a Suíça.

### No que é hoje a Áustria
- O Arcebispado de Salzburgo foi e continua a ser um metropolita católico, com o título de Primaz; em 1803, o seu grande território temporal foi elevado à categoria de Eleitorado, mas também secularizado como Ducado.

Além disso, entre os seus sufragâneos estão: 
- o Principado Episcopal de Gurk, na Caríntia
- o Principado Episcopal de Sta. Andrä/Lavant, na Estíria
- o Principado Episcopal de Seckau, também na Estíria, posteriormente transferindo a sede episcopal para Graz

### No que é hoje a Suíça
- A criação da Bispado de Sion, ou melhor, Sitten em alemão, é um exemplo clássico da autoridade unificada secular e diocesana.
- o Principado Episcopal de Genebra, perdeu seu território entre 1526 e 1539
- o bispo de Lausanne, perdeu seu território em 1526
- o Principado Episcopal de Chur
- o Principado Episcopal da Basileia, originalmente governando o território dos atuais cantões suíços da Basileia e Jura, após a Reforma Protestante na Basileia, apenas Jura separou-se de Basileia-Campo.

### No que são hoje os Países Baixos
- Principado-Bispado de Liège na atual Bélgica, em neerlandês:  Luik, em alemão:  Lüttich
- Cambrai (Kamerijk em neerlandês; uma arquidiocese 1559-1802), na atual França, era um principado episcopal do Sacro Império Romano-Germânico, que em 1007, Henrique II investido com autoridade sobre o condado de Cambrésis, permanecendo sob um príncipe-(arqui)bispo real, até que, sob o reinado de Luís XIV, tornou-se francês em 1678, e eclesiasticamente controlava toda a parte ocidental da Bélgica (o restante estava sob o controle de Liège).
- O Bispado de Utrecht tinha um envolvente Sticht (Stift), até a sua conversão em um senhorio temporal em 1527 (mais tarde tornou-se o único arcebispado neerlandês), mas também uma muito maior Oberstift ('Opper Stift'), na própria Alemanha, também até ser secularizado e dividir-se (principalmente os senhorios de Overissel, em 1528 e de Drente, em 1538), somente mais tarde elevado a classificação de metropolita

Todos os três (pelo menos inicialmente) eram sufragâneos do eleitor (príncipe-arcebispo) de Colônia

### No que é hoje a Itália
- o principado episcopal do patriarca de Aquileia, conhecido por sua posição superior eclesiástica como patriarcado
- o bispo (e conde) de Bréscia
- o bispo de Bressanone, até 1964
- o bispo de Trento (Trient em alemão)
- o bispo de Trieste ocupou o condado homônimo (que tinha sido anteriormente um ducado)

### No Oriente

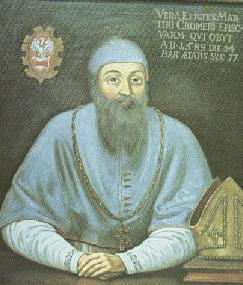
Marcin Kromer, século XVI, o príncipe-bispo de Ermeland/Vármia

- O Principado Episcopal de Kamień (em polonês: Kamień Pomorski)
- Na Silésia, desde quando o bispo Przecław de Pogarell (1341-1376) adquiriu o Ducado de Grottkau do duque Bolesław de Brieg e anexou-o ao território episcopal da Fürstentum von Neiße, os bispos de Breslau tornaram-se Fürst (príncipe) de Neiße e Herzog (duque) de Grottkau, e tiveram precedência sobre os outros governantes da Silésia
- Para a região do Báltico não eslava de Ermeland (em polonês:Warmia), o Principado-Bispado de Ermeland (em alemão: Hochstift Ermeland; em polonês: Biskupie Księstwo Warmińskie), criado em 1243, tornou-se em um estado imperial soberano desde 1251, em 1454 incorporado ao Reino da Polônia (reconhecido pelo príncipe-bispo, apenas em 1464) como parte (Ocidental) da Prússia Real, em 1466, sob o controle direto da coroa polonesa, em 1479 restabelecida como Principado-Bispado autônomo sob o domínio da coroa polonesa, em 1772 abolida pela anexação da Prússia (primeira partição da República das Duas Nações). Ela manteve-se puramente como uma diocese religiosa de Ermeland dentro da Prússia e da Alemanha (incluindo em grande parte a Prússia Oriental e a Prússia Ocidental) até a sua dissolução em 1945, quando a Prússia Oriental passou para os domínios da Polônia e da União Soviética.

As carreiras de Alberto de Buxhoeveden e de seu irmão Herman, exemplificam a dupla natureza do poder, especialmente sobre as marcas da Europa, onde o catolicismo romano foi imposto de forma agressiva ao Oriente. No início do século XIII, época da Terceira Cruzada, a frota de navios de Alberto e milhares de cruzados deram início à cristianização da região leste do Báltico, com a bênção do papa Inocêncio III, seu tio, o arcebispo de Hamburgo-Bremen e do rei Filipe do Sacro Império Romano-Germânico, que criou o primeiro cônego de Bremen, um príncipe do Sacro Império Romano (1207) e Livônia (Letônia e parte da Estônia) como um feudo. O príncipe construiu sua própria catedral em Riga, a cidade que ele fundou. 
- O bispado tcheco (mais tarde Metropolita) de Olmütz, como um principado vassalo da coroa da Boêmia, foi a origem da Marca da Morávia, e de 1365, seu príncipe-bispo foi "Conde da Capelania boêmia', ou seja, o primeiro capelão da corte, que era para acompanhar o monarca em suas frequentes viagens.

## Outros locais

### Os ex-territórios otomanos
Os vladikas de Cetinje, que substituíram os ex-(grão) voivodas, em 1516, na posição original do eslavo, príncipes-bispos ortodoxos sob o comando otomano (ou seja, suserania islâmica), na verdade, tornou-se a secularizada, príncipes hereditários e, finalmente reis de Montenegro, em 1852, como refletido em seus títulos: primeiramente Vladika i upravitelj Crne Gore i Brde "Vladika [bispo] e Governante de Montenegro e Brda"; (b) a partir de 13 de março de 1852 (Novo Título): Po Bozjoj milosti knjaz i gospodar Crne Gore i Brde "Pela graça de Deus Príncipe e Soberano de Montenegro e da Brda"; (c) a partir de 28 de agosto de 1910 (Novo Título): Po Bozjoj milosti kralj i gospodar Crne Gore "Pela graça de Deus, Rei e Soberano de Montenegro". 

### Na Inglaterra
Os bispos de Durham foram também príncipes-bispos territoriais, com a classificação secular extraordinária de conde palatino, pois era seu dever, não apenas ser o chefe das grandes dioceses, mas também de ajudar a proteger o reino contra a ameaça escocesa vinda do norte. O título manteve-se desde a união da Inglaterra e Escócia até a criação do, Reino Unido da Grã-Bretanha de 1707 até 1836. 

### Na França
Com exceção de Cambrai (veja acima, Países Baixos), nenhuma diocese francesa teve um principado de grande significado político ligado a sua sede episcopal.
No entanto, certo número de bispos franceses eram detentores de títulos de nobreza, com um pequeno território, em geral, sobre seu controle; muitas vezes era um título principesco, especialmente de conde. De fato, seis dos originais pairies (os vassalos reais premiados com a mais alta primazia na Corte) eram episcopais: o arcebispo de Reims e cinco outros bispos sufragâneos para Reims, exceto o bispo de Langres; os três mais altos detinham o título ducal e os outros o título de conde. 
Eles foram mais tarde reunidos pelo arcebispo de Paris, com um título ducal, mas com primazia sobre os outros. Veja também Pariato da França. 

### Em Portugal
O bispo de Coimbra, detinha o título de conde de Arganil. 

## Além do feudalismo católico
Não foram apenas o Cisma Protestante, a Contrarreforma e os regimes mais modernos, do que o tradicional principado feudal, as causas para a erradicação do principado-bispado. Mesmo quando os verdadeiros príncipes -(arqui)bispos desapareceram do mapa da Europa, quando ele foi redesenhado por Napoleão Bonaparte (que resultou no fim do Sacro Império Romano-Germânico) e do Congresso de Viena depois de sua derrota, o título encontrou um novo titular. 
No "novo" império da dinastia dos Habsburgos, a Áustria-Hungria, reduzida à parte sul da esfera (alemã) de influência do Reino da Prússia que se tornaria o (maioria protestante) Império Alemão, o poder territorial não era mais exercido pelos bispos, mas a posição de Fürst(erz)bisschof foi mantida, e pode ser atribuída um papel político semelhante no mais moderno, quase padronizado nível provincial cisleitano, o Kronland 'terras da Coroa', como membros ex officio do seu Landtag, a assembleia representativa e legislativa e, muitas vezes com Virilstimme, enquanto outros bispos podiam coletivamente ser representados como um 'ramo de prelados' (um Kurie eleito). 
Os imperadores da Áustria agora outorgavam o título aos bispos mesmo sem qualquer principado feudal, mas como um título principesco e classificar (como tinha sido habitual ao longo de séculos com os títulos de nobres seculares com posição de pariato) concedido às sedes episcopais, carregando o privilégio de uma sede nas propriedades, por exemplo, para o bispo de Laibach (como um prêmio de consolação para a posição de metropolita perdida para Graz).

## Casos especiais
O último príncipe-bispo é o bispo de Roma, ou seja, o papa, chefe universal (Sumo Pontífice) da Igreja Católica. Sua afirmação do poder territorial foi amparada pelo fraudulento documento da Alta Idade Média, Doação de Constantino, e pela autêntica Doação de Pepino, que institui a Patrimonium Sancti Petri, que foi posteriormente estendido como o poderoso Estados Pontifícios. O papa Pio IX, foi o último dos verdadeiros, o príncipe-bispo soberano, despido de poderes territoriais, quando o papado foi obrigado a entregar o governo de Roma em 1870 para o reunido Reino de Itália, que foi apoiado por liberais-nacionalistas. O papa foi, porém, considerado novamente chefe de Estado da especialmente criada Cidade do Vaticano, um pequeno enclave na Cidade Eterna, pelo (posteriormente alterado favoravelmente) Tratado de Latrão com a Itália fascista de Benito Mussolini. 
O bispo catalão de Urgell, que já não tem quaisquer direitos seculares na Espanha, ainda é um dos dois co-príncipes de Andorra, juntamente com o chefe de Estado (atualmente Presidente da República) da França.